# Tony Sperandeo
Tony Sperandeo, pseudonimo di Gaetano Sperandeo (Palermo, 8 maggio 1953), è un attore italiano, vincitore del premio migliore attore non protagonista ai David di Donatello 2001 per il ruolo di Gaetano Badalamenti nel film I cento passi.

## Biografia
Cresciuto in un ambiente segnato dalla criminalità, Tony non fece mai in modo che questa la osteggiasse. Dapprima si dedica al cabaret e poi si lascia affascinare dal mondo del cinema e dalla recitazione, inizia quindi a presentarsi ai casting, spostandosi a Roma. Nel 1983 ottiene una piccola parte nel film a episodi Kaos dei fratelli Taviani. Il film, nelle sale nel 1984, riscuote un discreto successo.
Diretto da Florestano Vancini entra a far parte della serie televisiva La piovra 2 e, sempre nello stesso anno, recita in Pizza Connection di Damiano Damiani e Il pentito di Pasquale Squitieri. Fin da questi primi film è facile capire quale sarà l'ambiente in cui Sperandeo si muoverà: la mafia e la criminalità organizzata diventano il terreno ideale per il suo accento siciliano e il suo sguardo minaccioso.

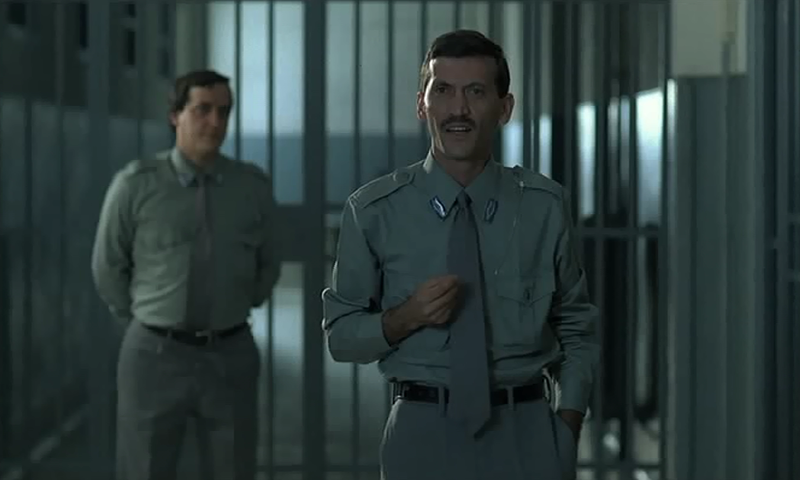
Tony Sperandeo (in primo piano) e Giovanni Alamia in una scena del film Mery per sempre (1989)

Nel 1987 fa una comparsata ne Il siciliano di Michael Cimino, storia del bandito Salvatore Giuliano, mentre nel 1989 e 1990 è uno dei protagonisti dei due film Mery per sempre e Ragazzi fuori di Marco Risi, dedicati alla criminalità giovanile siciliana, nella parte della guardia carceraria Turris. Sempre nel 1990 lavora nuovamente con i fratelli Taviani per Il sole anche di notte, ispirato a un racconto postumo di Lev Nikolaevič Tolstoj.
Dopo una parte in Piedipiatti di Carlo Vanzina, Roberto Benigni gli affida un ruolo nel suo Johnny Stecchino. Ritorna a recitare ne La piovra 6 - L'ultimo segreto, prima di girare la pellicola La discesa di Aclà a Floristella incentrata sulla vita dei carusi delle miniere siciliane, prima regia cinematografica di Aurelio Grimaldi, già sceneggiatore di Mery per sempre e Ragazzi fuori.
Nel 1995 recita una piccola parte in Segreto di stato di Giuseppe Ferrara e l'anno successivo in Palermo Milano - Solo andata per la regia di Claudio Fragasso nel ruolo di un pentito della mafia. Nel 2001 Sperandeo vince il David di Donatello come miglior attore non protagonista per la sua interpretazione del boss mafioso Gaetano Badalamenti nel film I cento passi di Marco Tullio Giordana. Nel 2007 affianca Anna Bonaiuto nel film L'uomo di vetro.
Nel 2008 viene scritturato dal Teatro Totò - Bruttini per Sesso chi legge, una commedia teatrale per la regia di Gaetano Liguori. Nel 2009 viene chiamato a far parte del cast del reality show La fattoria condotto da Paola Perego su Canale 5; tuttavia, partecipando alla prima puntata in studio, Sperandeo appare in video in un evidente stato di alterazione per via di un litigio avvenuto con Fabrizio Corona. Alla fine lo stesso Sperandeo decide di rinunciare a gareggiare come concorrente.
Nel 2016 interpreta nuovamente il ruolo di Gaetano Badalamenti, questa volta nella miniserie televisiva Boris Giuliano - Un poliziotto a Palermo diretta da Ricky Tognazzi.

## Alamia & Sperandeo
Negli anni novanta Tony Sperandeo ha inciso alcuni dischi insieme a Giovanni Alamia, sodalizio interrotto per la morte di quest'ultimo. Le loro canzoni, prevalentemente in lingua siciliana e umoristiche, sono le parodie di famose canzoni italiane inserite in un contesto goliardico. I testi, che erano scritti dal duo insieme con Luigi Maria Burruano, riscuotono ancor oggi in Sicilia un buon successo.

## Vita privata
È stato sposato con l'attrice teatrale e doppiatrice Rita Barbanera, con la quale ha avuto due figli, Tony e Priscilla. La donna morí suicida il 27 aprile 2001 a trentadue anni, buttandosi dal balcone della loro casa di Palermo.

## Filmografia

### Cinema
- Kaos, regia di Paolo e Vittorio Taviani (1984)
- Pizza Connection, regia di Damiano Damiani (1985)
- Il pentito, regia di Pasquale Squitieri (1985)
- Il siciliano, regia di Michael Cimino (1987)
- Mery per sempre, regia di Marco Risi (1989)
- Tre colonne in cronaca, regia di Carlo Vanzina (1989)
- Il sole anche di notte, regia di Paolo e Vittorio Taviani (1990)
- Ragazzi fuori, regia di Marco Risi (1990)
- Caldo soffocante, regia di Giovanna Gagliardo (1991)
- Il muro di gomma, regia di Marco Risi (1991)
- Una storia semplice, regia di Emidio Greco (1991)
- Piedipiatti, regia di Carlo Vanzina (1991)
- Johnny Stecchino, regia di Roberto Benigni (1991)
- Un uomo di rispetto, regia di Damiano Damiani (1992)
- La discesa di Aclà a Floristella, regia di Aurelio Grimaldi (1992)
- Briganti - Amore e libertà, regia di Marco Modugno (1993)
- Nel continente nero, regia di Marco Risi (1993)
- La scorta, regia di Ricky Tognazzi (1993)
- Quattro bravi ragazzi, regia di Claudio Camarca (1993)
- I mitici - Colpo gobbo a Milano, regia di Carlo Vanzina (1994)
- Miracolo italiano, regia di Enrico Oldoini (1994)
- Segreto di stato, regia di Giuseppe Ferrara (1995)
- Palermo Milano - Solo andata, regia di Claudio Fragasso (1995)
- L'uomo delle stelle, regia di Giuseppe Tornatore (1995)
- Vesna va veloce, regia di Carlo Mazzacurati (1996)
- Altri uomini, regia di Claudio Bonivento (1997)
- Volare!, regia di Vittorio De Sisti (1997)
- Una sola debole voce di Alberto Sironi (1998)
- La stanza dello scirocco, regia di Maurizio Sciarra (1998)
- I giudici - Excellent Cadavers, regia di Ricky Tognazzi (1999)
- Enzo, domani a Palermo!, regia di Daniele Ciprì e Franco Maresco (1999)
- Un giudice di rispetto, regia di Bruno Mattei (2000)
- Arresti domiciliari, regia di Stefano Calvagna (2000)
- L'uomo della fortuna, regia di Silvia Saraceno (2000)
- I cento passi, regia di Marco Tullio Giordana (2000)
- E adesso sesso, regia di Carlo Vanzina (2001)
- Tra due mondi, regia di Fabio Conversi (2001)
- Il latitante, regia di Ninì Grassia (2003)
- Miracolo a Palermo!, regia di Beppe Cino (2003)
- Eccezzziunale veramente - Capitolo secondo... me, regia di Carlo Vanzina (2006)
- Il 7 e l'8, regia di Salvatore Ficarra, Valentino Picone e Giambattista Avellino (2007)
- Una moglie bellissima, regia di Leonardo Pieraccioni (2007)
- L'uomo di vetro, regia di Stefano Incerti (2007)
- Volevo gli occhi blu, regia di Francesco Lama (2008)
- È tempo di cambiare, regia di Fernando Muraca (2008)
- Pochi giorni per capire, regia di Carlo Fusco (2009)
- Baarìa, regia di Giuseppe Tornatore (2009)
- I picciuli, regia di Enzo Cittadino e Annarita Cocca (2009)
- Prigioniero di un segreto, regia di Carlo Fusco (2010)
- Backward, regia di Max Leonida (2010)
- Un neomelodico presidente di Alfonso Ciccarelli (2010)
- Dreamland - La terra dei sogni, regia di Sebastiano Sandro Ravagnani (2011)
- Il ragioniere della mafia, regia di Federico Rizzo (2012) (inedito)
- La moglie del sarto, regia di Massimo Scaglione (2012)
- Roma nuda, regia di Giuseppe Ferrara (2012) - proiezione privata a Roma[6]
- Pagate Fratelli, regia di Salvatore Bonafinni (2013)
- La Corona spezzata, regia di Ruben Maria Soriquez (2013)
- Ballando il silenzio, regia di Salvatore Arimatea (2015)
- Il ragazzo della Giudecca, regia di Alfonso Bergamo (2015)
- Quel bravo ragazzo, regia di Enrico Lando (2016)
- Il mondo di mezzo, regia di Massimo Scaglione (2016)
- I Siciliani, regia di Francesco Lama (2016)
- Amo la tempesta, regia di Maurizio Losi (2016)
- L'ora legale, regia di Ficarra e Picone (2017)
- Mò Vi Mento - Lira di Achille, regia di Stefania Capobianco e Francesco Gagliardi (2018)
- La trappola - Tutti nel mirino, regia di Bruno Rubini (2018)
- Amare amaro, regia di Julien Paolini (2018)
- Qui non si muore, regia di Roberto Gasparro (2019)
- Il delitto Mattarella, regia di Aurelio Grimaldi (2020)
- Lui è mio padre, regia di Roberto Gasparro (2020)
- School of Mafia, regia di Alessandro Pondi (2021)
- Medium, regia di Massimo Paolucci (2021)
- Io sono Franchitto, regia di Franco Arcoraci (2022)
- L'uovo del gallo, regia di Gianluca Ciotta (2022)
- Una boccata d'aria, regia di Alessio Lauria (2022)
- La chiocciola, regia di Roberto Gasparro (2024)

### Televisione
- La piovra 2, regia di Florestano Vancini – miniserie TV (1985)
- Big Man – serie TV, episodio 1x01 (1987)
- Felipe ha gli occhi azzurri – serie TV (1991)
- La piovra 6 - L'ultimo segreto, regia di Luigi Perelli – miniserie TV (1992)
- A che punto è la notte, regia di Nanni Loy – miniserie TV (1994)
- Non parlo più, regia di Vittorio Nevano (1995)
- Dio vede e provvede – serie TV, 1 episodio (1996)
- Mio padre è innocente, regia di Vincenzo Verdecchi (1997)
- Dio vede e provvede 2 – serie TV, 1 episodio (1997)
- La piovra 8 - Lo scandalo, regia di Giacomo Battiato – miniserie TV (1997)
- La piovra 9 - Il patto, regia di Giacomo Battiato – miniserie TV (1997)
- Cronaca di un ricatto di Danilo Massi (1999)
- Fine secolo – serie TV (1999)
- Don Matteo – serie TV, episodio Stato di ebbrezza (2000)
- L'attentatuni, regia di Claudio Bonivento – miniserie TV (2001)
- Distretto di Polizia 2 – serie TV, 15 episodi (2001)
- Il testimone, regia di Michele Soavi – miniserie TV (2001)
- Il sequestro Soffiantini, regia di Riccardo Milani – miniserie TV (2002)
- Blindati, regia di Claudio Fragasso – miniserie TV (2003)
- Soldati di Pace, regia di Claudio Bonivento (2003)
- Ultimo 3 - L'infiltrato, regia di Michele Soavi – miniserie TV (2004)
- La squadra 5-6-7-8 – serie TV (2004-2007)
- Il giudice Mastrangelo – serie TV, episodio La mongolfiera (2005)
- La nuova squadra – serie TV (2008-2011)
- L'isola dei segreti - Korè, regia di Ricky Tognazzi – miniserie TV (2009)
- Vi perdono ma inginocchiatevi, regia di Claudio Bonivento – film TV (2012)
- Il caso Enzo Tortora - Dove eravamo rimasti?, regia di Ricky Tognazzi – miniserie TV (2012)
- Come un delfino – serie TV (2013)
- Squadra antimafia 5 – serie TV, 6 episodi (2013)
- Boris Giuliano - Un poliziotto a Palermo, regia di Ricky Tognazzi – miniserie TV (2016)
- La vita promessa – serie TV (2018)
- I topi – serie TV (2018-2020)
- Incastrati – serie TV, 11 episodi (2022-2023)
- I leoni di Sicilia, regia di Paolo Genovese – serie TV, episodi 1-2 (2023)

### Cortometraggi
- Buonanotte fiorellino (2007)
- HZ: Oltre la follia (2011)
- Lo sposalizio - Matrimonio siciliano (2012)
- Rebels (2013)
- L'imbarcadero (2014)
- I Remember When That Happened (2018)
- Dog Days - Stray life

## Riconoscimenti
- David di Donatello
  - 2001 – Miglior attore non protagonista per I cento passi

- Nastro d'argento
  - 1993 – Candidatura al miglior attore non protagonista per La discesa di Aclà a Floristella
  - 1994 – Candidatura al miglior attore protagonista per La scorta

- Ciak d'oro
  - 1993 – Candidatura al miglior attore non protagonista per Nel continente nero
  - 1994 – Candidatura al miglior attore non protagonista per La scorta
  - 2001 – Miglior attore non protagonista per I cento passi[7]